# Batalha de Heliopolis (1800)

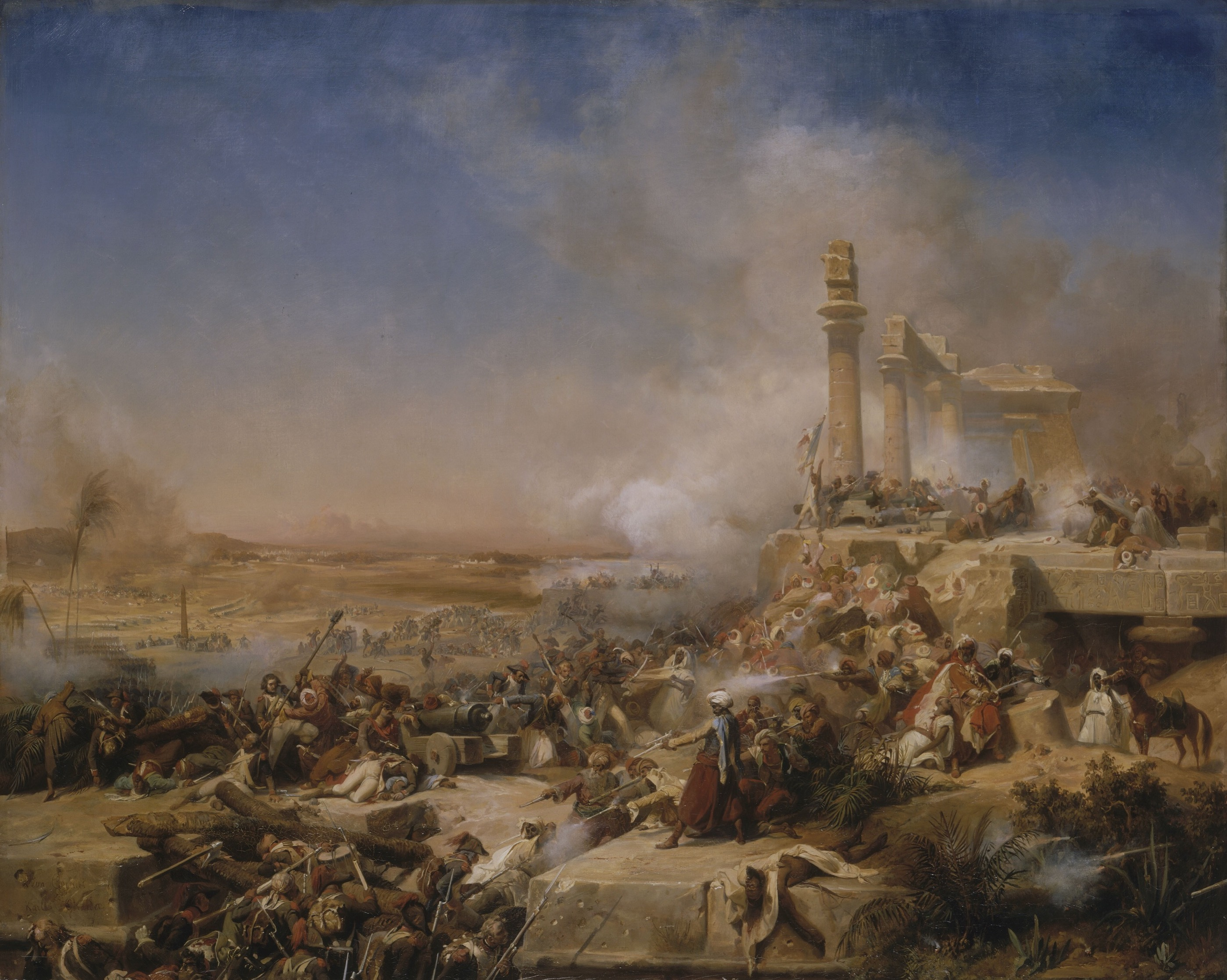
Parte da Campanha Francesa no Egito e na Síria durante a Guerra da Segunda Coalizão

A Batalha de Heliópolis foi um confronto que colocou o Armée d'Orient francês sob o comando do general Kléber contra um exército otomano apoiado pelos britânicos em Heliópolis em 20 de março de 1800.

## Antecedentes
Kléber travou negociações com britânicos e otomanos, com o objetivo de evacuar honrosamente os restos mortais da força francesa do Egito para participar de operações na Europa. Um acordo (a Convenção de El Arish) foi concluído em 23 de janeiro de 1800 permitindo tal retorno à França, mas provou ser impossível de aplicar devido a dissensões internas entre os britânicos e à hesitação do sultão, e assim o conflito no Egito recomeçou.
Kléber foi traído pelo almirante britânico George Elphinstone, 1º Visconde Keith, que não respeitou a convenção de El Arich. Ele, portanto, reiniciou as hostilidades, pois se recusou a se render. Os britânicos e os otomanos acreditavam que o armée d'Orient estava fraco demais para resistir a eles, então Yussuf Pasha ordenou que Nassif Pasha marchasse para o Cairo, onde a população local obedeceu ao seu chamado de revolta contra o domínio francês.

## Batalha
Os franceses avançaram para Mataria, onde chegaram na manhã do dia 20 de março às 15 horas. Os franceses se organizaram em quatro formações quadradas. Os cantos das praças tinham artilharia e granadeiros. A ala esquerda dos franceses era comandada pelo general Jean Reynier, com sua divisão incluindo as brigadas Joseph Lagrange e Antoine Joseph Robin, e a ala direita pelo general Louis Friant, com sua divisão formada pelos Augustin Daniel Belliard e François-Xavier Donzelotbrigadas. Kleber convocou Murad Bey para apoiar sua ala direita com sua cavalaria mameluca também. Ele reuniu seus mamelucos, mas abandonou o flanco francês antes da batalha e não participou da luta. Kléber comandava o centro das forças, no qual Pierre Leclerc d'Ostein comandava a cavalaria ligeira francesa no centro das forças.
A ala esquerda de Reynier atingiu diretamente os janízaros de Mataria quando Friant cortou sua rota de retirada. A cavalaria francesa, por sua vez, entrou em confronto com a cavalaria otomana. Além dos turcos, o lado otomano contava com a cavalaria mameluca. Os janízaros foram derrotados com relativa rapidez e os franceses começaram a se mover em direção às principais forças otomanas na direção de Heliópolis. Em Heliópolis, os otomanos eram liderados por Nassif Pasha. Os otomanos lançaram um ataque aos franceses, que se revelou desorganizado. O ataque pegou fogo com o fogo do canhão francês e se transformou em uma retirada incontrolável. Eventualmente, os franceses também alcançaram o acampamento otomano. O exército otomano fugiu para a Síria.

## Consequências
As perdas dos franceses na batalha de Heliópolis permaneceram muito pequenas. Houve apenas cerca de 600 baixas francesas. Houve cerca de 9 000 baixas do lado otomano. Kléber havia conseguido salvar a situação aparentemente desesperadora, pelo menos por enquanto. Ele também foi capaz de reprimir a revolta que eclodiu no Cairo. A posição dos franceses foi ainda mais fortalecida com o recrutamento de auxiliares locais por Kléber e sua aliança com seu ex-inimigo Murad Bey. No entanto, Kléber foi assassinado no final daquele ano e seu sucessor, Jacques-François Menou, foi considerado um líder muito mais fraco.